# Dear Agony
Dear Agony är det amerikanska rockbandet Breaking Benjamins fjärde album. Dear Agony släpptes 2009.

## Låtlista
1. "Fade Away" - 3:16
2. "I Will Not Bow" - 3:36
3. "Crawl" - 3:58
4. "Give Me a Sign" - 4:17
5. "Hopeless" - 3:17
6. "What Lies Beneath" - 3:34
7. "Anthem of the Angels" - 4:02
8. "Lights Out" - 3:33
9. "Dear Agony" - 4:18
10. "Into The Nothing" - 3:44
11. "Without You" - 4:16